# Gouden standaard (geneeskunde)
De gouden standaard in de geneeskunde is de diagnostische methode die de grootste zekerheid geeft over het al dan niet aanwezig zijn van een aandoening.
De goudenstandaardmethode wordt vaak gebruikt bij wetenschappelijk onderzoek naar de aandoening, of bij onderzoek naar nieuwe testmethoden om de aandoening vast te stellen. Om na te gaan hoe goed zo'n nieuwe test is, wordt deze altijd vergeleken met de gouden standaard. Wanneer een test beter blijkt te zijn dan iedere bestaande (wat niet altijd eenvoudig is vast te stellen), kan besloten worden die test als nieuwe goudenstandaardmethode te hanteren.
Omdat deze methode erg bewerkelijk kan zijn, erg duur is of bijvoorbeeld alleen bij reeds overleden patiënten kan worden toegepast, wordt deze goudenstandaardmethode vaak niet voor routine-onderzoek bij patiënten gebruikt. Hiervoor worden eenvoudigere, goedkopere en makkelijk uit te voeren testen gebruikt. De tests die gebruikt worden voor routine-onderzoeken zijn altijd wel met de goudenstandaardmethode vergeleken om een indruk te krijgen van de bruikbaarheid van de tests.
De term 'gouden standaard' is overgenomen van het economische begrip gouden standaard.